# Fang Cheng Bao Leopard 8
Der Fang Cheng Bao Leopard 8 ist das bislang größte Sport Utility Vehicle (SUV) der zu BYD Auto gehörenden Marke Fang Cheng Bao. Er wurde im April 2024 vorgestellt und kam im November 2024 auf dem chinesischen Heimatmarkt in den Handel. Ab 2025 soll der Wagen auch in den Nahen Osten und nach Afrika exportiert werden, allerdings unter der Marke Denza als Denza B8.

## Technik
Der knapp 5,20 m lange Wagen mit 22 cm Bodenfreiheit basiert auf der Dual-Mode-Offroad(DMO)-Plattform. Er hat einen längs eingebauten Zweiliter-Turbo-Verbrennungsmotor mit einer Leistung von 200 kW (272 PS) sowie zwei Elektromotoren: der vordere leistet ebenso 200 kW (272 PS), der hintere 300 kW (408 PS). Die 36,9-kWh-Batterie kommt aus dem BYD-Konzern (der BYD-Tochtergesellschaft FinDreams seit 2020). Die Anhängelast beträgt 2,5 Tonnen. Aus dem Stand sollen 100 km/h in 4,8 Sekunden erreicht werden, die Höchstgeschwindigkeit beträgt 180 km/h. Der Leopard 8 hat vorn Doppelquerlenker, hinten eine Mehrlenkerachse. Die Radgröße beträgt 20 oder 21 Zoll. Das Fahrwerk bietet drei Einstellungen. Das Fahrzeug soll voll geländegängig sein.
Die Fahrerassistenzsysteme nutzen auch Lidar. Das Armaturenbrett hat einen zentralen 15,6-Zoll-Monitor, rechts und links ist je ein 12,3-Zoll-Schirm eingebaut. Hinten gibt es eine dritte Sitzreihe. Ist diese umgeklappt, hat der Leopard 8 einen 1100-Liter-Kofferraum.

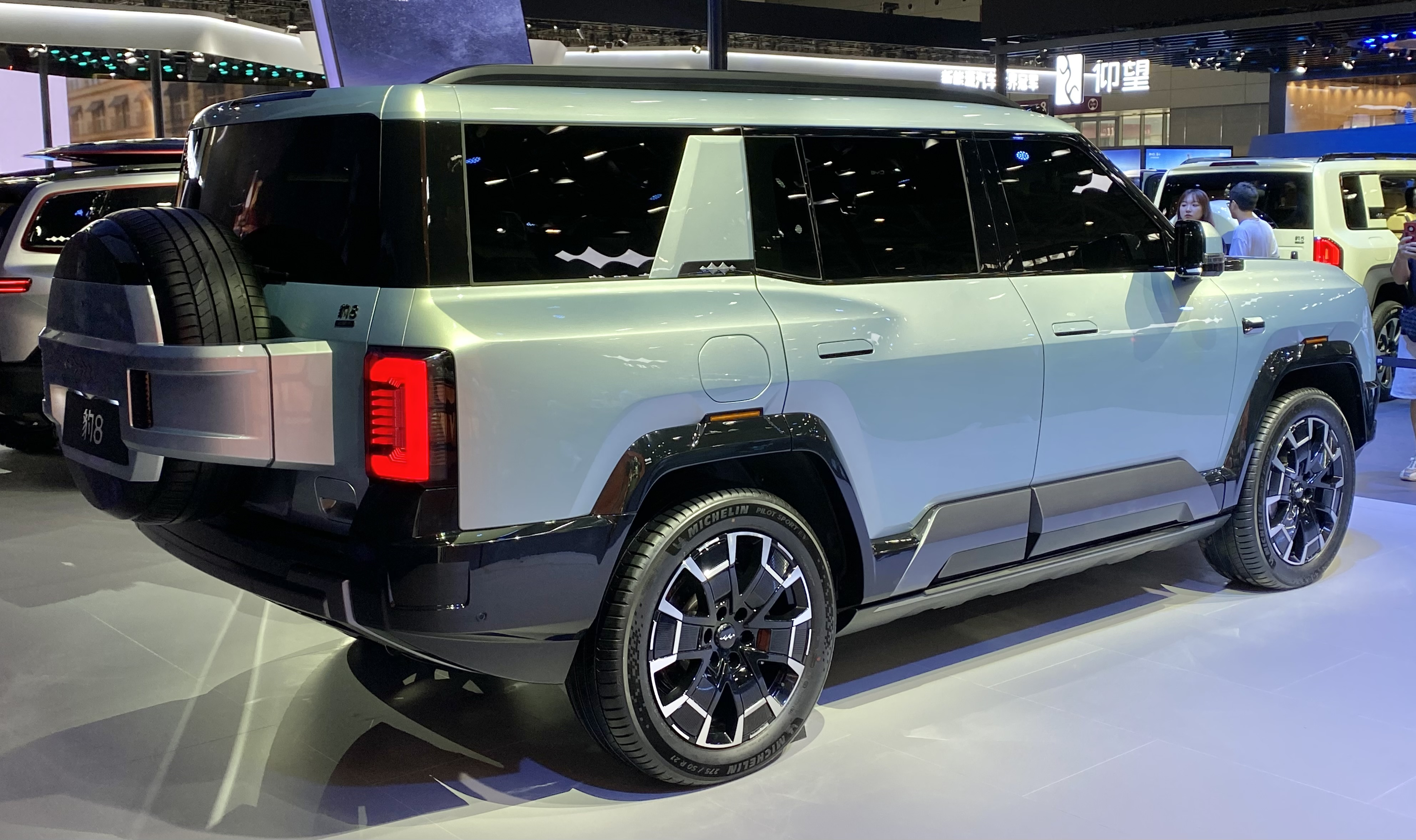
Heckseitenansicht
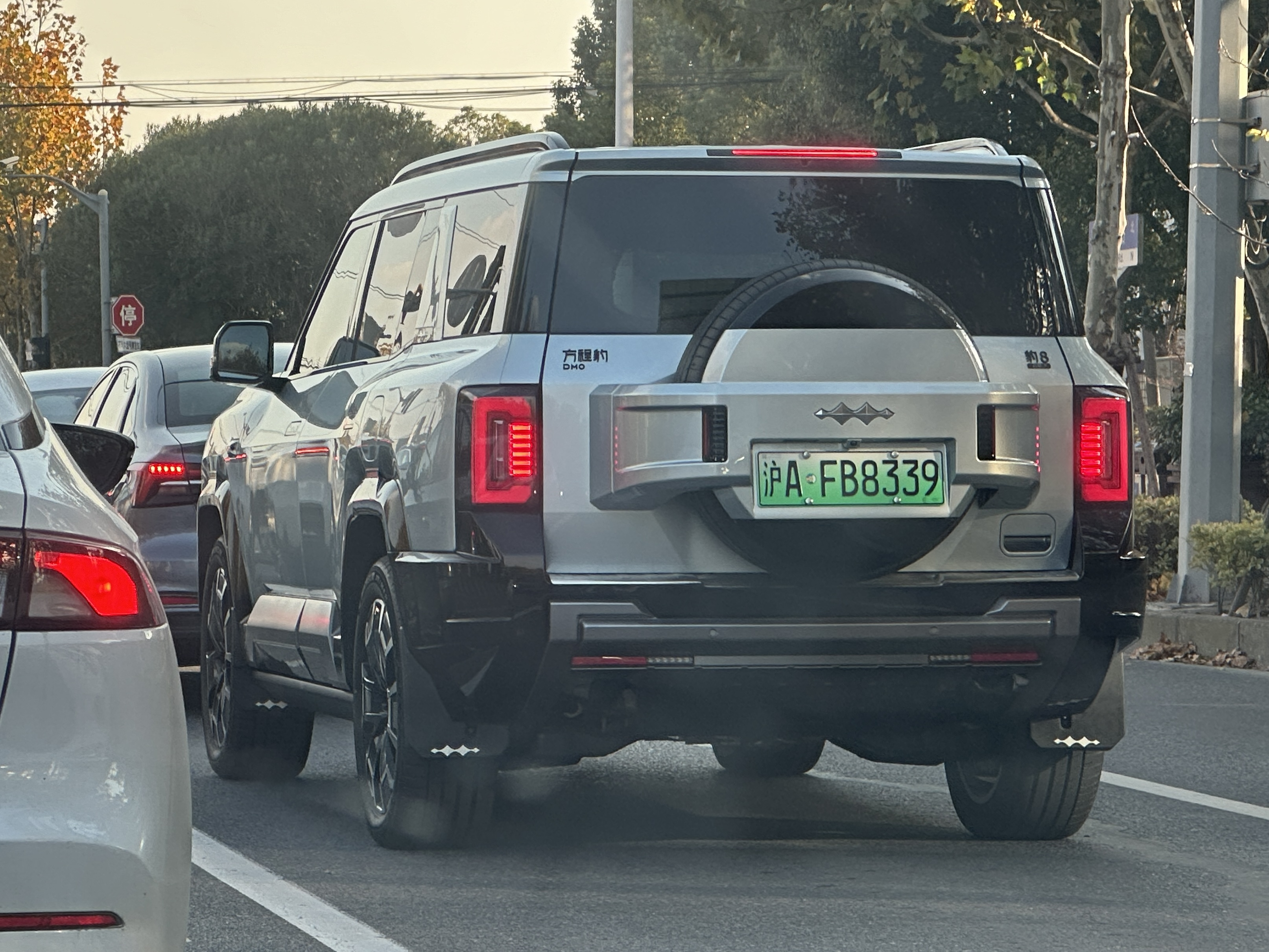
Heckansicht
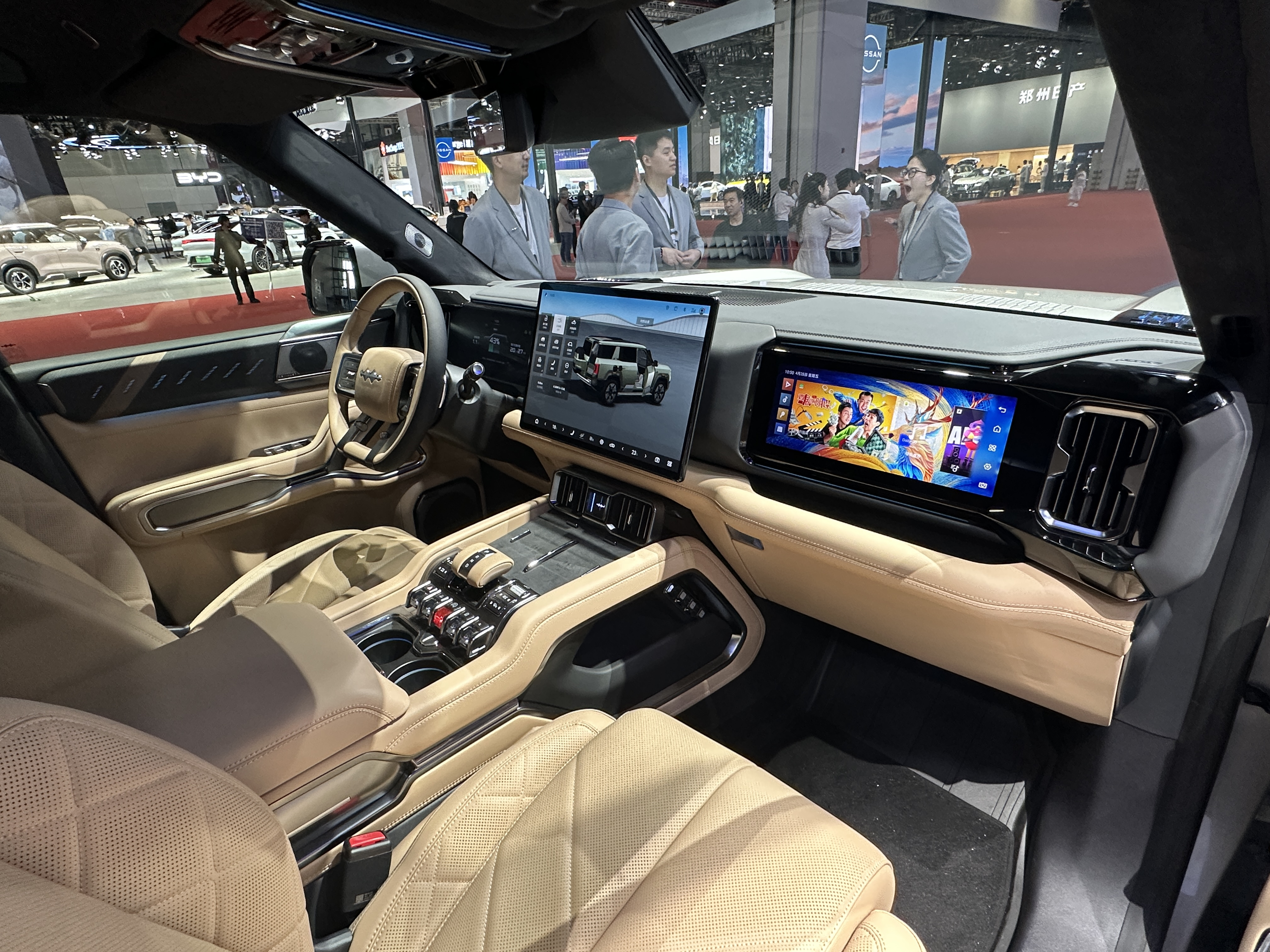
Innenansicht